# Tivadar Ács
Tivadar Ács (n. 9 noiembrie 1901, Budapesta – d. 26 februarie 1974, Budapesta) a fost un scriitor, jurnalist, istoric maghiar.